# Садиба Міхельсона в Києві
Садиба Фрідріха Густавовича Міхельсона — старовинна садиба в стилі неоренесансу, маєток київського промисловця-мільйонера в центрі Києва, нині об'єкт культурної спадщини України. Композиційно складається з двох суміжних житлових будівель і двох суміжних флігелів. Нині знаходиться у стадії реставрації. Побудований в стилі неоренесансу.

## Засновник
Засновник садиби Фрідріх Густавович Міхельсон оселився в Києві на початку 1870-х. Діловий і заповзятливий бюргер родом з німецької провінції Вейссенштейн до певного часу був далекий від місцевих традицій і ментальності українців.
Незабаром підприємницьке чуття і педантизм звернули увагу Фрідріха Густавовича на бізнес із нерухомістю. То був стратегічно вірний і успішний крок. Дуже скоро Міхельсон отримав звання купця Першої Гільдії і зайняв своє місце серед представників київської еліти. До кінця XIX століття Фрідріх Міхельсон вже вважався найуспішнішим підприємцем у сфері нерухомості, у XX сторіччі купець Міхельсон входив в список найбагатших киян.
Багато хто досі сперечається, що позиції заповзятливого бюргера посилила корисна дружба Фрідріха з думським лікарем, а згодом мером Василем Проценко. Проте уперті факти доводять, що тісна співпраця і обрання до складу міської Думи приносило Фрідріху Міхельсону швидше непотрібний клопіт. У думі за Фрідріхом Міхельсоном міцно закріпилося прізвисько «мовчазного мільйонера». Вся річ у тому, що на засіданнях промисловець Міхельсон був украй організованим, дисциплінованим, але ніколи не виділявся оповісником. Навпаки, до кожного рішення він підходив вдумливо і не супроводжував їх красномовними виступами, на відміну від своїх колег.
Усе завзяття і енергію Фрідріх Густавович направив на абізнес-середовище, ореал якого охоплював Шевченківський район міста Києва. Серед його бізнес-нововведень можна виділити введення повного циклу операцій з нерухомістю, у якому будівництво здійснювалося, починаючи з виробництва цеглини і закінчувалося дизайном вже створеної будівлі.
Захват і шанування викликали його здатності в плануванні, оптимальності використання площ у будівлі, таланти в залученні корисних і ключових орендарів.
На початок XX століття Міхельсон став власником і створив ряд великих садиб в Києві. Ці проєкти трохи пізніше прозвали «місто в місті». До речі, побудовані Міхельсоном будівлі прихистили не лише житлові масиви, там також розташовувалися магазини, готелі і навіть телеграф. Загальна вартість усього майна Фрідріха Міхельсона оцінюється в незлічені на ті часи 2,5 млн крб.

## Популярність завдяки лазням
Незважаючи на успішність кар'єри підприємця, в історію Фрідріх Міхельсон увійшов завдяки своїм «Народним Лазням».
З 1877 року на перехресті вулиць Шулявскої і Єлізаветинської (зараз Євгена Чикаленка) діяв лазневий комплекс з виправданою назвою «Народні лазні».
Незважаючи на розкішну ліпнину і кахлі, найвищі санітарні норми і рівень сервісу, лазні обслуговували не лише еліту Києва, але й бідні верстви населення. Для кожного був свій день і час. Піклуючись про своїх клієнтів, Фрідріх Міхельсон навіть хотів провести водопровід від Дніпра, але йому не виділили місце.

## У довоєнний час
Сам Фрідріх Густавович займав зі своєю сім'єю особняк по вулиці Пушкінській, 40.
Сім'я у промисловця була велика — дружина і дванадцять дітей, тому незабаром він став забудовувати й ділянки по Пушкінській 35 і 37. Початок проєкту (1884 рік) руки академіка й архітектора Віктора Сичугова продовжив відомий і талановитий інженер Микола Добачевський. Починаючи з 1886 року на ділянках звели два суміжних будинки в три поверхи з фасадами на вулицю. За ними спорудили два флігелі, так само суміжні.
Напередодні революції будинки по Пушкінській 33, 35, 37 були власністю нащадків творців садиби і тих, хто стояв у витоків забудови. 33й будинок належав дочці генерала Павловій, а будівлями по Пушкінській 35 і 37 за правом володіли спадкоємці Фрідріха Міхельсона, який помер в 1908 році.
1919 рік прогримів революцією, і уся прибуткова нерухомість піддалася націоналізації радянською владою, у тому числі садибні будівлі. Громадянська війна також майже не торкнулася садибного комплексу, тому довгі роки будинки 33, 35, 35-б і 37-використовувалися як відомче житло, орендувалися профспілками.
У 1934—1935 роках будинки надбудували на один поверх, переслідуючи мету збільшити житлову площу. У наслідок, будови з комплексу садиби капітально не ремонтувалися й не реставрувалися.

## Друга світова війна
Друга світова війна зруйнувала багато світлих надій та планів. Проєкт будівництва чотириповерхового флігелю по Пушкінській, 33 так і залишився в планах. Вже яскравий та оновлений центр Києва був зруйнований бомбардуваннями, а Хрещатик і довколишні квартали зтерто з лиця землі.
У 50х роках почалася масова реконструкція і відновлення обличчя Києва. Забудова Хрещатику охоплювала початок Прорізної, кутові відрізки Пушкінської й перехрестя Пушкінської з бульваром Шевченка. По сантиметру відновлювалися минулі конструкції і будувалися принципово нові будівлі.

## Сучасність

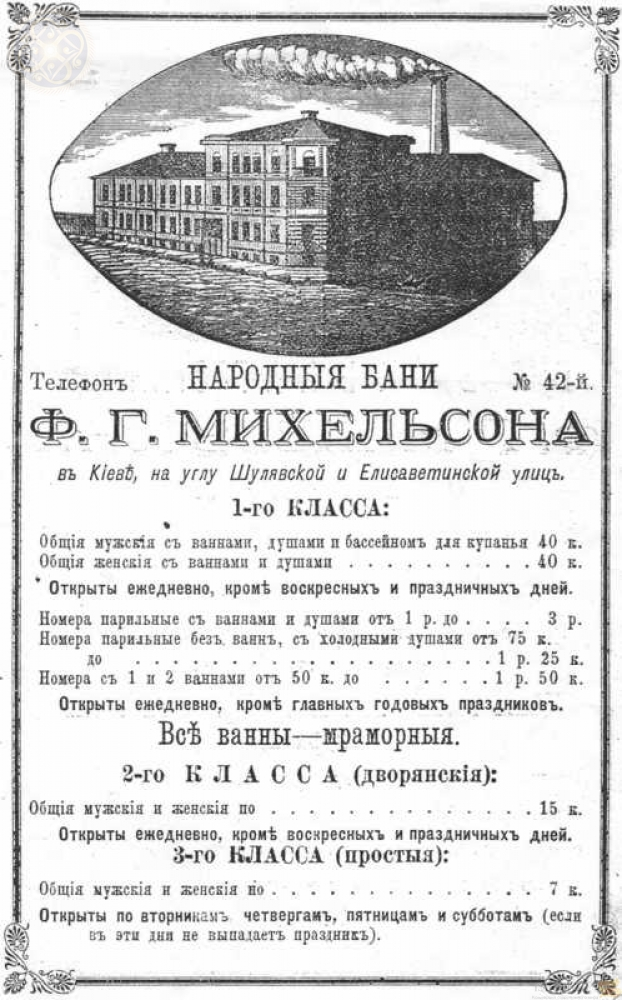
Реклама лазень Міхельсона

Внутрішні флігелі садибного комплексу відтворювалися з не меншою скрупульозністю і смаком. Адже усі будівлі зводилися для майбутніх поколінь Міхельсона. Тому флігелі вийшли естетично-привабливішими ніж фасадні будівлі.
Після націоналізації садиби її благоустроєм ніхто не займався. Вже в той період почався її занепад. Лише у 80-і роки київська влада звернула увагу на пам'ятники архітектури. У плані реставрації знаходилися й садибні будівлі, але на ключовому етапі не вистачило коштів.
Стан пам'ятника c кожним днем погіршувався. Архітектурний ансамбль осипався і занепадав. Прискорення процесу реставрації стало вочевидь необхідним.
Першим кроком на шляху відновлення садиби стало оголошення конкурсу на організацію простору архітектурного комплексу. За результатами конкурсу переміг проєкт «Будинок на Пушкінській». Згідно з проєктом компанії, садиба Міхельсона мала перетворитись на «розумний будинок». Це означає, що усі архітектурні особливості, обличчя будівель збережуться в первозданному вигляді, а внутрішнє наповнення зміниться у ногу з часом.
Спершу команда проєкту забезпечила огороження садибного комплексу. Цей момент принципово важливий, оскільки захищає жителів кварталу від обвалень. Потім замінили освітлення в околицях.
Планується повністю замінити перекриття, яких практично не залишилося, і встановити новітні комунікації. При цьому кожен відрізок архітектурної спадщини дбайливо реставрується без змін у вигляді. Згідно з проєктом садиба збереже не лише вираз обличчя, але і своє призначення. Як і за часів промисловця Міхельсона, садибний комплекс буде житловим будинком підвищеної комфортності. Тобто головні заповіти Фрідріха Густавовича прийняті за основу. У будинку продумана майбутня інфраструктура. Кожна садибна будова має в проєкті парковку, соціальну структуру (магазини, дитячий садок, аптеки).

## 
1. ↑  За півтора року Садибу Міхельсона можна привести до ладу | Садиба Міхельсона. mihelson.kiev.ua. Процитовано 31 грудня 2016.
2. ↑  Rbc.ua. Садиба Міхельсона у Києві: чи з'явиться на місці старовинного особняка новобудова. РБК-Украина (укр.). Процитовано 31 грудня 2016.
3. ↑  Дім Міхельсона: місток з минулого в майбутнє. Урядовий Кур’єр. 6 жовтня 2015. Процитовано 31 грудня 2016.